# Элленсберг
Элленсберг (англ. Ellensburg) ― город и административный центр округа Киттитас, штат Вашингтон, США. Он расположен к востоку от Каскадного хребта, недалеко от пересечения межштатных автомагистралей 90 и 82. По состоянию на 2019 год численность населения составляла, по оценкам, 21 111 человек.
Город расположен вдоль реки Якима в долине Киттитас, сельскохозяйственном регионе, который простирается на восток к реке Колумбия. Долина является крупным производителем сена, которое перерабатывается и поставляется по всему миру. В Элленсберге также находится Центральный Вашингтонский университет (CWU).
Элленсберг был основан в 1871 году и стал интенсивно развиваться в 1880-х годах после появления Северной Тихоокеанской железной дороги. Когда-то город был ведущим кандидатом на то, чтобы стать столицей штата Вашингтон, но его кампания была сорвана крупным пожаром в 1889 году.